# Pontoniphargus racovitzai
Pontoniphargus racovitzai is een vlokreeftensoort uit de familie van de Niphargidae. De wetenschappelijke naam van de soort is voor het eerst geldig gepubliceerd in 1970 door Dancau.